# 2016 aux Îles Marshall
Cet article présente les faits marquants de l'année 2016 aux Îles Marshall.

## Évènements
- 11 janvier : Casten Nemra succède à Christopher Loeak à la présidence de la République[1].
- 26 janvier : Le parlement, où aucune faction n'a de majorité claire, démet le président de la République Casten Nemra, deux semaines seulement après sa prise de fonction. Le lendemain, le parlement élit Hilda Heine à sa succession. Elle est la première femme chef de l'État dans ce pays, et la première femme présidente d'un État océanien[2].